# HUNTER×HUNTER
『HUNTER×HUNTER』（ハンター×ハンター）は、冨樫義博による日本の漫画。2022年7月時点でシリーズ累計発行部数（デジタル版を含む）は8400万部を突破している。略称は「H×H」。

## 概要
主人公の少年・ゴン＝フリークスがまだ見ぬ父親のジンと会うため、父の職業であったハンター（詳細は下記）となり、仲間達との絆を深めながら成長する様を描いた冒険活劇。
『週刊少年ジャンプ』にて1998年14号より連載を開始。
収集癖のある冨樫が、収集の面白さを題材として「ハンター」を題名に含んだ作品を構想。せっかくなら様々なハンターを描きたいと構想を広げた。
本作は少年漫画の中ではショッキングな描写が多く、残酷で容赦のない展開が描かれており、作者曰く「主人公を殺すつもりで描いている」とのこと。特にキメラ＝アント編ではこれまで以上に過激な描写が描かれた。世界観やキャラクターが詳細に作りこまれており、少年漫画としては設定が非常に複雑で、文字による説明も多い。暗黒大陸・王位継承編では多くの登場人物が登場し、これまで以上に内容が難解になっている。
2004年には公式ガイドブックとして同じくJCより『HUNTER×HUNTER ハンター協会公式発行 ハンターズ・ガイド キャラクター&ワールドオフィシャルガイド』を発売。これはHUNTER×HUNTERのタイトルと作者冨樫義博の名前で集英社が書籍商品として発行しているものである。中には作中になくファンブックにのみ書かれている設定や、作中描写と食い違う箇所も存在する（主に能力の系統に関する情報などに多くみられる）。

### 休載

掲載号の一覧

本作は休載期間が非常に長く、1999年以降は毎年10回以上休載している。このため連載が再開されるときはネットニュースに掲載されるなど、話題となることが多い。また本誌掲載時にネームに近いラフ画で、背景もほぼ描かれていない状態で掲載されることが頻繁に発生した。2012年16号から2014年26号までは2年2か月の長期休載となった（ただし、クラピカ追憶編の読み切りが2012年12月3日に発売された週刊少年ジャンプ1号と12月10日発売の2号に掲載されている）。単行本の刊行では33巻は前巻から3年5か月の開きがある。このため、2014年以降は単行本1冊分（およそ10話）を掲載後、休載するというスタイルをとっていた。
2022年5月24日に突如冨樫義博名義のTwitterアカウントが開設。原稿用紙の角の写真とともに「とりあえずあと4話。」とだけ記載されたツイートが投稿された。Twitterアカウントは集英社により本人のものと確認されている。
2022年10月24日発売の47号で再開され、前述の2年2か月の休載期間を上回り、最長の休載記録（約3年11か月）となった。同年12月26日発売の2023年4・5合併号の第400話を最後に週刊連載を終了し、第401話以降は冨樫の体調を考慮して「週刊連載ではない掲載形態での継続」を発表した。2023年3月9日時点では、今後の掲載形態について決定していない。
2023年11月21日深夜に放送されたバラエティ番組「イワクラと吉住の番組」において、“『拝啓、中の人』
〜HUNTER×HUNTER #冨樫義博 先生〜”と題した特集が組まれた。出演者の一人からの質問「結末は決まっていますか？」に冨樫は直筆の手紙にて回答。A・B・Cの3パターンを用意していること。また、それら三案から漏れたもう一つの結末・Dパターンを用意しており、万が一、未完のまま死去した場合はDパターンが結末であったと受け止めて欲しいと書き綴ったあと、その内容を開示した。
2024年8月19日にジャンプ公式YouTubeチャンネルで、10月7日発売の『週刊少年ジャンプ』45号から掲載されることを発表し、同号から同年12月9日発売の2025年2号まで掲載され、以後の掲載については同誌で発表される。

## あらすじ
くじら島に住む少年ゴン=フリークスは、幼少期に森でキツネグマに襲われている所をハンターの青年カイトに助けられた。ゴンはこの時、死んだと思われていた父親ジンが生きており、優秀なハンターとして活躍していることを知る。それをきっかけにハンターという職業に憧れを抱いたゴンは、ハンター試験の受験を希望。ジンを快く思っていない里親ミトの出した条件をクリアし、ハンター試験会場へと向かうべく故郷を旅立った。

### ハンター試験編
- No.001 - No.037（単行本1巻 - 5巻）

ゴンは道中、同じくハンターを志すクラピカ、レオリオ＝パラディナイトと行動を共にし、試験開始直後に出会った同い年の少年キルア＝ゾルディックとも親しくなる。4人はしだいに信頼関係を築き、協力しながら試験合格を目指す。最終的にゴン、クラピカ、レオリオの3人は試験に合格するが、キルアは最終試験のルールに自ら違反し不合格となる。また、ゴンは試験の最中に出会った殺人狂の奇術師・ヒソカ＝モロウとの因縁を残すこととなった。

### ゾルディック家編
- No.038 - No.043（単行本5巻）

暗殺を家業とするゾルディック家の一員として、生まれた時から暗殺者として育てられ、今まで一人も友達がいなかったキルアは、ハンター試験中に出会ったゴンと友達になりたいと願うようになっていた。しかし、キルアを連れ戻そうとするゾルディック家の長男イルミ＝ゾルディックはその思いと願いを根本から否定し、ハンター試験から降りるよう強要する。イルミに逆らって戦っても絶対に勝てないことを理解しているキルアはそれに従わざるを得ず、自ら合格を辞退する形でククルーマウンテンのゾルディック邸へと戻った。ハンターとなったゴン、クラピカ、レオリオはキルアを連れ戻すためにククルーマウンテンに向かう。ゾルディック家の敷地に入るための試しの門（黄泉への扉）から屋敷までの複数の難関を辛うじて突破した3人は、遂にキルアと再会する。

### 天空闘技場編
- No.044 - No.063（単行本5巻 - 7巻）

ヨークシンシティでの再会を約束し、クラピカ、レオリオと別れたゴンとキルア。ゴンはヒソカの顔面にパンチをして受けた借りを返すために修行するとして、キルアの提案で小遣い稼ぎを兼ねて格闘施設・天空闘技場に挑戦する。そこで少年闘士・ズシと彼の師匠・ウイングに出会う。
ズシと対戦したキルアは彼の異常なまでの打たれ強さに疑問を持ち、それがキルア自身の兄・イルミの強さと関係があるのではないかと考え、ゴンと共に闘技場の最上階を目指す。
2人は順調に勝ち上がり200階に到達するが、2人の行動を調べ先に200階に来ていたヒソカは2人を「まだ早い」と威圧し、2人は動けなくなり200階の選手登録を阻まれる。予想外の早さで200階に達した2人を心配したウィングは2人の前に現れ、念能力の習得なしでは200階クラスの闘士と戦えば命に関わるという判断から、これまで秘していた念能力の教えを2人に授ける。念能力の基礎を習得した2人にヒソカは今回は登録の妨害はせず、2人は選手登録を済ませる。
ヒソカはゴンに「このクラスで1人でも勝てたら相手になる」と条件を出して去る。新たな目標となったヒソカとの再戦に備え、闘士達からの「洗礼」を凌ぎながら念の修行に励むゴン達。一方で、念の習得はハンター試験合格者に対し秘密裏に課された「裏ハンター試験」でもあった。

### くじら島への里帰り
- No.064 - No.070（単行本8巻）

ゴンはキルアと共に故郷くじら島に戻り、束の間の休息を過ごす。ゴンの成長を見てハンターとなった彼に一定の理解を示したミトは、ゴンにジンが残していった箱を託した。そしてゴンとキルアは、ジンを探す手がかりと思われるハンター専用のゲームソフト「グリードアイランド（G.I）」の存在を知る。キルアの兄・ミルキ＝ゾルディックからの情報で、「G.I」がオークションに出品されることを知ったゴンとキルアは、オークション開催地のヨークシンへ向かう。

### ヨークシン編（幻影旅団編）
- No.071 - No.119（単行本8巻 - 13巻）

約束の9月、レオリオと再会した2人は、破格の高額が予想されるG.Iを落札するため、様々な方法で資金稼ぎを試みる。一方クラピカは一族特有の「緋の眼」目当てに盗賊集団「幻影旅団」に虐殺されたクルタ族への復讐を遂げ、奪われた眼を回収するため特殊な念能力を身につける。そして、マフィア「ノストラードファミリー」の用心棒となり、オークションに参加するノストラードファミリー組長の娘・ネオン＝ノストラードを護衛してヨークシンを訪れる。彼女は絶対に当たる占い師であり、人体収集家でもあった。また、幻影旅団の一員に加わっていたヒソカは、自らの目的達成のためクラピカに情報を流す。
時を同じくして幻影旅団の団長・クロロ＝ルシルフルは全旅団員を召集し、オークションの全商品収奪を計画する。だが、ネオンの占いにより主催者側は商品の保管場所を変えていた。旅団はその罠に嵌まり、刺客を返り討ちにするもののクラピカの攻撃で団員の一人を失う。クロロは仲間への鎮魂と計画実行、そしてネオンの能力を奪うため自ら会場に潜入する。マフィアを背後で操る「十老頭」は旅団員に高額の懸賞金をかけ、キルアの父シルバ＝ゾルディックと祖父ゼノ＝ゾルディックを旅団抹殺のため雇い入れていた。二人はクロロと壮絶な死闘を繰り広げたが、十老頭の死亡により決着は着くことなく終了。クロロは死亡し会場への襲撃を企てた旅団員も全滅したという誤報に踊らされたマフィアが警戒を解く中、旅団は誰にも気付かれぬ内に商品を手に入れる。ゴン、キルア、レオリオは懸賞金目当てで旅団員の行方を追うが、ゴンとキルアが捕まってしまう。旅団にかけられた懸賞金も、旅団員が流星街の出身であることが判明すると取り消されてしまう。
隙をついて逃亡したゴンとキルアは旅団が血眼になってクラピカを探していることをクラピカに伝える。合流したゴンたち4人はクラピカと同じくノストラード家に雇われていたセンリツを仲間に加え、旅団のアジトを探る。一方、クロロはネオンから奪った能力で旅団に迫る不吉な運命を予知していた。そのことで旅団内部に内輪揉めが起きる。ヒソカは自分に与えられた予知を能力で偽装し、旅団を街に足止めする。だが、ゴンとキルアは仇を目の前にして冷静さを欠いたクラピカを庇い再び旅団に捕まる。残る3人は奇襲をかけ、クロロの捕縛に成功していた。クラピカは旅団に人質交換を要求する。

### グリードアイランド（G.I）編
- No.120 - No.185（単行本13巻 - 18巻）

クラピカ達の尽力によって無事解放されたゴンとキルアであったが、旅団にかけられた懸賞金を入手出来なくなった以上、G.Iの落札は最早不可能であった。2人は「G.Iを落札した人物にプレーヤーとして雇ってもらう」という方針に切り替え、オークションに出品された全てのG.Iを競り落とした大富豪・バッテラが開催したプレイヤー選考会に参加する。
無事合格したゴンとキルアはプレイ資格を獲得し、G.Iの世界へ突入する。そこはカードを巡り駆け引きやバトルがくり返される過酷な世界であった。初心者丸出しの二人は魔法カードの罠にかかり、折角入手したカードも巻き上げられるなど散々な目に遭う。また、2人は知らぬうちにプロハンターのビスケット＝クルーガー（ビスケ）に目をつけられていた。ビスケは個人的な興味から2人の仲をかき乱そうと企んでいたが、優れた素質を持ちながらそれを生かせていない2人を歯がゆく思い、無理やり2人を弟子にする。ビスケの過酷な訓練で以前とは比べ物にならない力を身に着けた2人。キルアは一時ゲームを離れハンター試験を圧倒的な実力でクリアし、晴れてライセンスを取得する。
一方、旅団員たちもまたG.Iに潜入していた。クロロの占いにより除念師がグリードアイランド内にいると知った彼らは、ゲーム内でクロロに掛けられたクラピカの念を取り除く「除念師」を探していた。キルアはG.I参加者の中にクロロの名を発見する。その正体は彼の名を騙って参加したヒソカであった。ヒソカはクラピカの念により旅団員と接触できないクロロからの依頼で、旅団員と接触する機を伺っていた。本格的に攻略を進めることになったゴンたちは、G.Iがハンターの念能力訓練を目的として、ジンと仲間のハンターたちが作ったものだと知る。ゴンは様々な協力者を得ながら、ゲームマスターのレイザー、大量殺人鬼「爆弾魔（ボマー）」を倒し、ついにG.Iをクリアする。

### キメラ＝アント編
- No.186 - No.318（単行本18巻 - 30巻）

G.Iをクリアしたゴンとキルアはビスケと別れ、クリア賞品として得たゲーム内の呪文カードを使用してジンに会おうとするも、それを読んでいたジンの策によってジンではなくカイトのもとへ飛ばされてしまう。カイト達の仕事に協力する中で、2人は「キメラ=アント」という生物の存在を知る。その頃、異常成長を遂げた「キメラ=アントの女王」は兵隊蟻を使って人間を襲い、着実に勢力を拡大していた。
カイト一行はキメラ=アントが爆発的な繁殖を始めた閉鎖国家「NGL」に向かう。女王が捕食した様々な生物たちの特性を得たキメラ=アントたちは巣を作り、食糧として「人間狩り」を行っていた。カイト、ゴン、キルアは蟻たちを順調に駆逐していく。だが蟻たちも念能力に目覚め始める。女王はいずれ生まれる王のため3人の護衛軍を産む。その一人ネフェルピトーによってカイトの片腕が奪われ、ゴンとキルアはカイトを見捨てる形での脱出を余儀なくされる。
事態の深刻さに、ハンター協会のアイザック＝ネテロ会長自らが、ノヴ、モラウ＝マッカーナーシを連れ参戦する。カイトの生存を信じて救出を焦るゴンとキルアは二人の弟子ナックル＝バイン、シュート=マクマホンとの勝負に勝つことが出来たら同行を許すと言われるが、ナックルに圧倒される。ノヴの弟子パーム＝シベリアとビスケの指導で、ゴンとキルアは再修業を行うも、修行を通じてキルアが「実力上位の相手から逃げる」性質を持っていることをビスケに見抜かれ、「このままではいずれゴンを見殺しにすることになる」と忠告される。結局二人はナックルたちに勝てず、ゴンはナックルの念能力で念能力を一時的に封印される。キルアは無防備になったゴンの護衛を終えたら姿を消すことを心に決めていた。
だが目算よりも早くキメラ=アントの王が誕生してしまう。出産で重傷を負った女王を王は捨て、護衛軍を引き連れ、「良質な食糧」（=念能力保持者）を求めて隣国の独裁国家東ゴルトー共和国を乗っ取る。残された蟻たちも、王に従う者、独立する者、女王を慕う者など、バラバラに散る。女王派の蟻たちは女王延命のため降伏するが、最終的に女王は王にメルエムの名を与え絶命した。ナックルたちはカイトを保護するが、カイトはかつての仲間を襲う自我の効かない存在にされてしまっていた。ゴンの心に憤りとネフェルピトーへの憎しみが芽生える。キルアはハンター試験で会った折にイルミに刺されていた念の針を抜き取り、縛りを解き覚醒する。
王は護衛軍のシャウアプフの能力を用い、東ゴルトー国民の中から「良質な食糧」を選び出す「選別」の作業を開始。それまでの退屈しのぎとして様々な分野に秀でた者たちを集めて勝負し、敗者を殺すというゲームに興じていた。そんなとき、盤上競技「軍儀」の達人で盲目の少女コムギと出会う。王はコムギとの勝負に勝つことが出来ず、彼女との対局にそれまでにない感情を覚える。
パームは偵察のために先行して王宮内に潜入する。宮殿突入作戦は、「選別の日」にモラウ隊とネテロが二面から奇襲をかけること。キメラアント討伐隊は宮殿への侵入に成功し、護衛軍および王との闘いが始まった。キルアは、キメラ=アントに改造されたパームと交戦、パームは正気を取り戻す。ゴンはカイトを治すためネフェルピトーと会うが、カイトはもうすでに死んでいて治療はできないと知る。怒り心頭に発したゴンは、全てを代償に自分に念をかけ、最盛期の極限まで肉体を成長させ、ネフェルピトーを葬り去る。
一方ネテロは王と対峙し、戦闘を申し込む。王はコムギとの対局を経て、無意識のうちに人間として生きるのかキメラ=アントの王として生きるのかで揺れていた。ネテロは使命感から王との決闘を望み、自分に勝てば王の名前を教えることを条件に決闘を実現させた。王は、未だ知らぬ自分の名に「自己」を見出そうとしていた。ネテロの能力を以てしても王にはダメージが通らず、奥の手にも耐えきられ、ネテロは重傷と消耗により力尽きる。ネテロは最後の手段として、小型爆弾「貧者の薔薇（ミニチュアローズ）」で自爆する。
爆発によって死に瀕した王は、シャウアプフら護衛軍の働きによって復活をとげる。爆発のショックから記憶を失ったが、軍儀に用いる盤を手掛かりにコムギの存在や母に名付けられた自分の名前を思い出し、メルエムと名乗ってコムギと対等でありたいと強く感じるようになる。護衛軍二匹は討伐隊残党と戦おうとするも、貧者の薔薇の毒に蝕まれて死亡する。メルエムも死を悟り、戦いをやめて最期の時をコムギと過ごすことを望むのであった。

### 会長選挙・アルカ編
- No.319 - No.339（単行本30巻 - 32巻）

キメラ=アントとの戦いは王の死をもって終わりを告げた。生き残った蟻たちは人類との共存を模索するため散っていく。だが、戦いの代償は大きくネテロ会長は戦死し、ピトーとの戦いで限界を超えた力を引き出すため自らにかけた「制約」と「誓約」によりゴンは瀕死の状態に陥っていた。
ネテロはあらかじめ、ハンター協会の次期会長を「選挙」で決めるようにとの遺言を残していた。投票方法の取り決めのため、会長直属ハンター「十二支ん」のメンバーが集められる。次期会長の座を狙うパリストン＝ヒル副会長とそれを阻止しようとするチードル＝ヨークシャーたち。選挙はなかなか決着がつかず、ハンターたちと十二支んの質疑応答の席で、瀕死のゴンの見舞いにも行かないジンにレオリオは激怒し、ジンを殴りつける。その出来事が、いい加減な態度を取り続けるジンに反感を抱くハンターたちの共感を得てしまい、レオリオ本人の意志をよそに一躍会長候補に祭り上げられる。
一方、ゴンを除念師の力など通常の方法では助けられないと確信したキルアはゾルディック家に里帰りする。キルアは、シルバの第4子で現在幽閉されているアルカ＝ゾルディックの持つ力だけがゴンを救えると考えた。他の兄弟と違い、暗殺者として訓練も受けていないただの子供に過ぎないアルカであるが、過去に凶悪な「おねだり」の力で67人もの人間を殺していた。アルカにはナニカと呼ばれる正体不明の存在が憑いており、シルバは我が子でありながら異なる世界から来た「モノ」として扱っていた。父の許しを得てアルカと再会したキルアは、アルカを連れて強引にゾルディック家を出る。しかし、ゾルディック家の掟である「家族内指令（インナーミッション）」によってイルミに追われる身となったアルカとキルアは決死行を余儀なくされた。最終的にはナニカの力をコントロールできることをキルアが証明したためイルミは手を引いた。キルアからナニカへのお願いの効果によって、ゴンは死線から奇跡的に生還する。
会長選挙はゴンの回復をも利用したパリストンが当選するもその直後に会長を辞任、チードルが第14代ハンター協会会長となった。ゴンは「赤毛の少女」として再誕したカイトの元に謝罪に向かう。その後、ジンと話す約束をしていたゴンは「世界樹」のてっぺんで待つジンと話すため、世界旅行に行くキルア、アルカと別れる。ようやく念願が叶いジンと会うことが出来たゴンは父からハンターになった経緯や目指すものを聞かされる。

### 暗黒大陸・王位継承編
- No.340 - （単行本32巻 - ）

カキン帝国のナスビ＝ホイコーロ国王が、世界の外側「暗黒大陸」への進出を突如宣言した。探検隊の責任者は、故ネテロ前会長の息子を名乗るビヨンド=ネテロであった。
外の世界への進出は人類最大のタブーとされており、近代5大陸の代表「V5」は外世界不可侵を保つための同盟である。外の世界にはキメラ＝アントをも凌駕する危険とそれに見合うだけのリターンが存在するため、V5の本音としては新興国のカキンに先取りされる事をなんとしても防ぎたい思惑がある。
チードル会長は、V5からの依頼とネテロの遺言に従い、ビヨンドの監視と暗黒大陸攻略を決定、協会の総力を挙げてリスクの克服とリターン獲得に挑む。レオリオとクラピカは十二支んに加入した。チードルは289期ハンター試験で暗黒大陸攻略のための人員を補充する。
暗黒大陸探検隊は、ハンター協会に拘束されたビヨンドに代わって十二支んを脱退したパリストンが中心となっていた。同じく十二支んを脱退したジンも探検隊に加入した。
カキンのツェリードニヒ＝ホイコーロ第四王子が「緋の眼」を所有している事を知ったクラピカは、接触のために第十四王子のワブル＝ホイコーロと契約し、渡航船ブラックホエール号（B・W号）中での警護に就く。一方、クラピカの念を除念したクロロは天空闘技場でヒソカと対決、仲間から借りた念能力と闘技場の群衆を利用して、ヒソカ抹殺を成し遂げる。次にクロロはカキンの国宝を狙うと決め、幻影旅団に渡航船へと招集をかける。しかしヒソカは死後強まる念を利用した自己蘇生に成功し、次の標的を旅団全員と宣言。旅団員2人が間もなくヒソカによって殺された。
B・W号は、8月8日に出航した。乗員数は20万人である。しかしその船旅は、次期王の座をかけた全14王子達によるサバイバルであった。クラピカは念能力が介在する戦いであることを船内アナウンスで護衛ハンター達に周知させたことで、他勢力から注目を集めることになる。かたや同じ船内で、「シュウ＝ウ一家」「エイ＝イ一家」「シャア＝ア一家」の3勢力からなるカキンのマフィアの間でも抗争が勃発する。

### クラピカ追憶編
- No.000 （単行本0巻）

本編の前日譚。親友パイロの不自由な目を治す医者を探すため、外の世界へ行きたいと願うクラピカに、クルタ族の長老から出された条件は3つの試験に合格することであった。

## 登場人物
ここでは主要人物のみ紹介する。
ゴン＝フリークス
本作の主人公。自身の夢と父親探しのために第287期ハンター試験を受験し、合格してハンターとなる。
強化系能力者。必殺技は"ジャジャン拳"。
キルア＝ゾルディック
ゴンの親友。有名な暗殺一家であるゾルディック家の出身で、ハンター試験でゴンと知り合う。殺し屋をやめ、翌年の試験に合格してハンターとなる。この年はキルアが全員を気絶させた為キルア1人のみの合格者となった。
変化系能力者。変化オーラは電気を帯びる。
クラピカ
ハンター試験でゴン達と知り合った。感情が高ぶると眼が緋色に変わる「クルタ族」の生き残り。民族を滅ぼした幻影旅団への復讐のためハンターとなる。
具現化系能力者。右手の5指の具現化鎖に、能力がある。
レオリオ＝パラディナイト
ハンター試験でゴン達と知り合った青年。医師を目指し、そのためにプロハンターの優遇資格を欲してハンターとなる。
放出系能力者。遠隔攻撃ができる。医療を視野に入れた念技術。
ヒソカ
戦闘狂の奇術師。ハンター試験でゴンの将来性に着目する。強者と戦うことが生きがい。気まぐれに人を殺傷する危険人物。
変化系能力者。能力は"伸縮自在の愛（バンジーガム）"、"薄っぺらな嘘（ドッキリテクスチャー）"の2つ。騙しに長ける。

## 用語

### ハンター
怪物・財宝・賞金首・美食・遺跡・幻獣など、稀少な事物を追求することに生涯をかける人々の総称。ハンター自体は自称であるが、プロハンターの資格を有さない者はアマチュアとみさなれる。プロのハンターの資格を得るには、数百万分の一の難関と言われるハンター試験を突破しなければならない。しかし、この試験に合格してもさらに念能力を試す裏試験があり、これも突破しなければ一人前のハンターとはされない。ハンター試験に合格したプロハンターは全員がハンター協会の会員となる。現在の会員数は660名ほど。
一口にハンターと言っても、世界の財宝発掘を専門とする財宝ハンターやブラックリストに載っている犯罪者を捕らえることを専門とする賞金首ハンターといったように専門分野の違いによって様々に分かれている。ただし、これはハンターになった後本人がどういう仕事を重点的に行うかによる俗称であり、ハンター資格に種類があるわけではない。
この世界においてハンター協会は国境を超えて信頼性を持ち、そこに属するプロハンターはライセンスの持つ特権もあって莫大な富と名声を得られる。この世界での長者番付上位10名のうち6名がプロハンターであるなど「世界一儲かる」「世界一気高い」仕事であるとされる。
ハンター協会により「ハンター十ヶ条」が定められており、プロハンターの選出方法、プロとなったものの行動指針、ハンター協会の会長や参謀の選出方法など協会の運営方法などが規定されている。
ハンター試験に合格すれば誰でもプロハンターになれる。そしてハンターはハンターをむやみに狩れないことになっている。そのため、危険人物が試験を通過してしまうと手を出しづらくなっているという難点を内包している（例：シャルナーク、ヒソカ、イルミ、パリストンなど）。

#### ハンター試験とライセンス
ハンター試験
年に一度行われる、ハンター協会主催のハンターライセンス授与試験。12月31日で申込みが締め切られ、1月7日から試験が行われる。試験の数・期間は内容によって異なり、試験数は平均して5～6段階、期間は（参加者ほとんどのリタイヤによって）1日の内に終わることもあれば、1か月かかることもある。試験には毎年数百万人の参加者が集まるが、数万分の1、数十万分の1と言われる倍率を誇り、試験会場に辿り着ける者さえごく一握りである上、試験自体も死傷者が頻発するほど過酷を極めるため、合格者が一人も出なかった年もある。試験官は毎年変わり、プロハンターが無償で務めている。
第287期試験
一次試験は無限マラソン。人間を襲う獣がいるエリアなどを走り抜け、二次試験会場までたどり着くことができれば合格となる。
二次試験は美食ハンターによる課題。前半はブハラによる豚の丸焼き。後半はメンチによる寿司。試験官が「おいしい」といえば合格となる。後半は想定外のトラブルにより、クモワシのゆで卵に変更された。
三次試験は「トリックタワー」。刑務所を兼ねたダンジョンを制限時間内にクリアすること。ルートによって内容が異なる。捕まっている犯罪者たちが、受験生を足止めした時間に応じて刑期を短くする条件で雇われており（1時間につき1年）、邪魔をしてくる。
四次試験は無人島でのサバイバル。受験生同士が、ナンバープレートを奪い合う。ターゲットはくじびきで決まり、シャッフルされてお互いには伏せられる。自分のナンバープレートは3点、ターゲットの番号は3点、その他の番号は1点。試験開始から一週間後（168時間後）から1時間の間に6点のプレートを持ってスタート地点に戻ってくれば合格となる。
五次試験は、受験生同士の試合。勝てば即合格・負けた者が次の試合に進む。いわば「逆トーナメント」で、最後まで負けた一人だけが不合格となる。勝利条件は相手の「まいった」の宣言。反則はないが相手を殺したら即失格で、他の全員が合格して試験が終了する。
第288期試験
一次試験は受験生同士のバトルロイヤル。2時間の間に他の受験生のプレート5枚を試験官の元に持って行けば合格となる。
二次試験以降も予定されていたが、キルアが他の受験生全員をノックアウトしたことにより、会長判断により、一次試験のみでキルア一人が合格として試験終了となる。
第289期試験
V5からの依頼のハントを成し遂げるべく、暗黒大陸攻略に特化した選抜試験として行われた。信頼できる人物だけを仲間に加えるために、クラピカが念能力でチェックをかけて、引っかかった者は不合格にしている。他に「準協会員」という枠を設けてカキンの軍人およそ100人を加えて、B・W号船内で連携をとっている。
裏ハンター試験
正規のハンター試験に合格した人間に、念能力の習得をさせるための秘密裏で行われている試験。プロハンターが師匠として指導する。ハンター十カ条にある「最低限の武芸の会得」とは念を意味する。
ハンターライセンス
ハンター試験に合格したものに与えられる、プロハンターの証。一見地味なカード状をしているが、ありとあらゆる偽造防止加工が施されている。
プロハンターの信用を保証し、所持者には「一生不自由しない」と言われるほどに破格の特典がある。各種交通機関・公共機関のほとんどを無料で利用できたり、一般人立ち入り禁止区域の8割以上に立ち入りを許されるようになる。それゆえ悪用目的でライセンス獲得を目指す者もいる。
本人以外にはカードの使用は不可能であり、例えカードを不正な手段で入手してもこれらの権限は一切与えられない。それでも入手しようとする好事家が多数いるため、売るだけで7代は遊んで暮らせるほどの資産価値があり、借金の担保にすれば億単位の金が無利子の即金で融資される。
その高価値のため、ハンター協会の調べによると、新人プロハンターの5人に1人が何らかの理由で合格1年以内にライセンスカードを紛失しているという。紛失しても資格が取り消されることはないが、再発行も再受験も認められない。また仲間内では「ライセンス紛失などプロ失格」とされる。

#### 階級
アマチュアハンター
ライセンスを持たない、自称ハンター。実力の高低にかかわらずライセンス非所持者は全てアマチュアと呼ばれるため、単なる詐称から念能力者まで実力は様々。ライセンスがなければハンターの仕事ができないわけではないので、必要が無いからと資格を取得しない者もいる。ライセンス非所持というだけで信用のランクが1つ落ちはするが、高度な任務ほどライセンスの有無だけで判断しなくなるため、結果的に正規ハンターよりも信用を得ているアマチュアも存在する。
ライセンス取得者
「ハンター試験を合格しハンターライセンスを持っている」「念を未習得（裏試験未クリア）」の者。ライセンスの各種特権を利用できるが、念を体得していないのでハンターとしての実力は半人前以下としか見られず、高度任務は面接ではじかれる。
プロハンター
ハンター試験を突破し、かつ裏試験にも合格した人。ハンターとしての実力は、念を体得して初めて一人前と言われる。例：ゴン、キルア、クラピカ。
一ツ星（シングル）ハンター
プロハンターの中でも、ある1つの分野で大きな成功を残したハンターに贈られる称号。ハンターライセンスに星マークが1つ刻まれる。例：メンチ（美食シングル）、ツェズゲラ（マネーシングル）、モラウ（海シングル）。
二ツ星（ダブル）ハンター
「自分が一ツ星を持つ」「弟子が一ツ星ハンターになる」ことが条件。ハンターライセンスに星マークが2つ刻まれる。例：ジン、ビスケ、ミザイストム。
三ツ星（トリプル）ハンター
「複数の」分野で大業績を達成していることが条件。世界に10人といないと言われる。例：パリストン、ボドバイ、チードル。

#### 関連用語
協専ハンター
ハンター協会が政府や企業から依頼された仕事を専門に請け負うプロハンター。協会の斡旋専門を略し「協専」のハンターと呼ばれる。
仕事の成否にかかわらずリスクや難易度に応じた報酬が与えられるため、これを本業としているハンターも多い。
ハンター協会員600名のうち200名ほどと推測され、構成は副会長パリストン派閥と重複する。
独立とプロ意識の高いモラウなどからすれば中途半端な連中だという。さらにモラウはキメラ＝アントの討伐に当たって、副会長派がネテロ会長を不利にすべく、あえて討伐任務に最適ではないハンターを送り出し、討伐を失敗させていると推測している。
ビヨンドの暗黒大陸討伐隊には協専ハンターが何人もいる。これは協専を隠れ蓑にして、暗黒大陸攻略を視野に入れた特殊技能人材を潜ませているのだという。彼らをジンは高く評価している。
ハンター十二支ん
ネテロ会長がハンターとしての実力を認めた12人。全員が星持ちハンターで、有事の際の協会運営とネテロの暇つぶし相手が主な役割。十二支をモチーフにしており、それぞれにコードネームが与えられている。多くがネテロに心酔しており、モチーフに合わせて改名したりキャラ変するなどの努力をしている（パリストンとジンは例外）。パリストンはハンター協会副会長を兼任しているが、ネテロの生前に自分の派閥（副会長派）を形成して会長派と対立しており、メンバー全員と敵対関係にある。

### 念能力
作中に登場する特殊能力。
自らの肉体の「精孔（しょうこう）」という部分からあふれ出る、「オーラ」とよばれる生命エネルギーを操る能力のこと。念を使う者を「念能力者」と呼ぶ。念能力によって自身や他者に様々な影響を与える事ができる。
一般人の間では念能力の存在自体が知られていないことも多く、無意識に念を習得した者が、霊能力者・超能力者と呼ばれたり、芸術などの専門分野で業績を上げていることもあるという。
作中では戦闘に使用する能力が代表的であるが、必ずしも戦いのための能力に限らない。ハンターは仕事柄、未知の領域に踏み込むことが多く、念が使えないと（念を扱うほどの実力がないと）一人前のハンターとして認めてもらえないばかりか、命を危険に晒しかねない。誰でも身につけることができるが、公的には隠された技能であり、習熟度も才能による差が大きい。ウイング師範代の言によると、ズシの才能は10万人に1人、ゴンとキルアは1000万人に1人だという。
念能力による影響は、本人が解除すれば消える。消耗やダメージで能力を維持できなくなっても消える。もちろん能力者本人が死ねば消える。ただし能力者本人が死んだ場合の解除については、能力者が強い未練や恨みなどの感情を抱いていた場合、能力だけが残って作動し続けるケースがある（作中では『死後強まる念』と呼称されることが多い）。能力によっては解除条件を設定しておらず、能力者自身にも解除できないとしている能力もあるが、その場合でも本人が意識を失う等の要因により解除される事はあるし、本人が戦意を喪失した結果能力が解除される事もある（ウェルフィンなど）。
他人がかけた念を、能力者が設定した解除条件に従わずに強制的に取り除くことができる者もいるが、きわめて稀少（後述の除念師）。『死後強まる念』に対しても除念できる能力者に至っては世界に10人もいないとされる。
修得には時間がかかる。未習得の人間が念使いのオーラ攻撃を受けると念に目覚めることがあるが、それはもし生き残ればということであり、仮に覚醒しても身体を壊され後遺症を負っていることも珍しくない。まともな指導者ならばやらないが、悪の念能力者が一般人を蹂躙するような例はしばしばある。邪な念により、より邪悪な念が生まれるという。
キメラ＝アントにも念の素質がある。それどころか、身体強度が人間とは比較にならないほど高く、修得も速い。ただし、個性が強すぎることと、技能的に洗練されていないことが欠点。カキン帝国のベンジャミン王子私設兵隊長も、自分達の念のノウハウはハンターに及ばないと認める。
オーラは数量化され、強者ほど多くのオーラ量を湛える。1オーラ＝臨戦態勢で何もしていない1秒間での消費量。個人の「最大容量をMOP（マックス）」「顕在オーラ量をAOP」「潜在オーラ量をPOP（ポテンシャル）」と呼称し、実際に念を用いる際にはオーラを配分して使用する。参考までに、ゴンは推定21500＝プロハンターの中堅クラス、モラウは約7万、モントゥトゥユピーは推定70万以上。

#### 四大行
念の基本となる修行のこと。
纏（テン）
オーラが拡散しないように体の周囲にとどめる技術。「纏」を行うと体が頑丈になり、常人より若さを保つことができる。
絶（ゼツ）
全身の精孔を閉じ、自分の体から発散されるオーラを絶つ技術。気配を絶ったり、疲労回復を行うときに用いられる。
練（レン）
体内でオーラを練り精孔を一気に開き、通常以上にオーラを生み出す技術。
なお、ハンター同士のスラングで「修行の成果を見せる」ことを「練を見せる」と呼ぶ（その際求められるのは「練」そのものではなく、「発」を含めた実力の程のこと指す）。
発（ハツ）
自分のオーラを自在に操る技術。念能力の集大成。いわゆる必殺技といわれるもの。後述の個別能力とも重複する。
念を教えてはならない相手には、精神論の建前のネン＝「燃」心を燃やす意志の強さとして説明し、念能力のことは隠す。テン＝「点」で精神を集中して目標を定め、ゼツ＝「舌」でその目標を口頭または頭の中で言葉にし、レン＝「錬」でその意志を高め、ハツ＝「発」で実際の行動に移すと説明される。これはこれで念技術を支える心構えとして重要であり、ゴンは念禁止の療養中に「燃」の修行を行うことで、後の念を強化している。

#### 念の応用技
応用技は四大行と比べ疲労が激しい。
周（シュウ）
「纏」の応用技。自分の体ではなく物にオーラを纏わせる技術。刃物の切れ味を強化するなど、対象物の持つ能力を強化する。しばしば「硬」と併用される。武器の「強化」「放出」「操作」に直結する。
隠（イン）
「絶」の応用技。自分のオーラを見えにくくする技術。
基本的に「凝」を用いれば見破る事ができるが、力量差によっては全力を用いた「凝」でも「部分的にしか見破れない場合」「全く見えない場合」もある。
凝（ギョウ）
「練」の応用技。オーラを体の一部に集め、増幅する技術。
限られたオーラをどう配分するかなので、集中させた箇所は攻防力が上がり、反面オーラが薄くなった箇所の攻防力は下がる。打撃の威力を増したり、急所に溜めて致命傷を逃れたりと様々な局面で使われる技術であるが、通常ただ「凝」という場合は、目に集めてオーラを見ることを意味する。熟練者は「隠」で隠されたオーラをも見ることができる。
副読本『ハンターズ・ガイド』の解説によると、「凝」は目に集中させ視力を強化することだけを意味し、身体能力向上のために他の部位に集中させることはすべて「硬」と呼ぶ、という記述があるが、作中では例えばゲンスルーが手や足にオーラを集中させることも「凝」と呼んでいること、「硬」はあくまで「絶」をも併用した技術であることを踏まえ、本項では目以外に集中させることも「凝」と分類する。
堅（ケン）
「纏」「練」の応用技。「練」で増幅したオーラを維持する技術。
全身に平均的に平常時以上のオーラを纏っている状態のこと。戦闘時は主に「堅」を維持したまま闘うことになる。「堅」が解けると（解くと）防御力が著しく落ちるため、相手との実力差が大きいと一瞬で敗北という状況にもなりうる。
維持できるオーラ量が基礎的な戦闘力を大きく左右する。修行して持続時間を10分間伸ばすだけでも1か月かかると言われている。
円（エン）
「纏」「練」の応用技。体の周囲を覆っているオーラを自分を中心に半径2m以上広げ、1分以上維持する技術。肌ではなくオーラで触れることによる感知技。その広さは個々人によって異なり、達人になると50m以上に達する。通常は本人を中心とした円形にオーラが広がる。薄く広げているだけなので、真の臨戦態勢時は「円」を解いて己のもとにオーラを圧縮させる。
得意不得意が顕著な技術であり、念使いの中でも一部の者しか使用した描写がない。例えば、念の才能そのものは1000万人に1人と呼ばれるほどのキルアはこれが極端に苦手であり、やろうとしても身体から50cm程度までしか広げられない（なので「円」ができていると言わない）。逆にネフェルピトーは異常に長けており、アメーバ状に任意の形で「円」を伸ばす事ができ、2km以上先の標的すら補足可能な範囲を誇る上、「円」の内部に穴をあけるなどの応用さえ可能。
硬（コウ）
「纏」「絶」「練」「発」「凝」を複合した応用技。
「凝」と同じく特定の部位をオーラを集中させる事で強化する技術であるが、「凝」との違いは「絶」を併用する事で集中させる部位以外の「余分なオーラの漏れ」を締める事で、集中量を飛躍的に増大させる事である。デメリット部分も「凝」に比べて極端化され、集中部位以外は「絶」状態であるため、いくばくかの攻防力が残る「凝」と違い、完全なゼロの生身になる。
熟練者は更なる応用技として「周」とも併用し、刀の切っ先に全オーラを集中させる等の芸当も可能。
ゴンの強化系の「発（ジャジャン拳）」の基礎。ゴンはウィングの「（教えたことの）全てを同時に見せなさい」というアドバイスを元に自らこの応用技にたどり着いたため、特に思い入れが強い様子。
流（リュウ）
応用技である「凝」を、さらに応用する高等技術。「凝」の「オーラを移動させて集中する」行為を素早く行う、集中する量を意識的にコントロールする技術。
「凝」そのものはある程度オーラのコントロールに慣れれば大半の者ができる技術であるが、未熟な使い手だと「体術でフェイントをかけても本命の方にオーラが集中しているのでフェイントの意味を成さない」「素早い打撃の応酬にオーラの集中が間に合わずオーラが集中できる前に攻撃を当ててしまう」「相手の攻撃を食らうまでにオーラの集中が間に合わない」などと言った弱点が存在する。オーラの移動を素早くする事で、フェイントをかける時点では実際にオーラの集中は行わず本命の打撃が当たる直前に瞬間的にオーラを集中させる、相手の打撃を察知してから当たるまでにとっさにオーラを集中させるといった芸当を可能にする。
また、毎回何も考えずに全力でオーラを集中していると、「硬」ほどではないにせよ非集中部位の攻防力が下がりすぎてしまう。そうする必要がある場面はともかく、少し集中させる程度の攻防力で事足りる場面でそうする事はデメリットしかないため、状況をよく見極めて必要な分だけ集中させる技術も必要になってくる。また、複数個所に別々に振り分けて同時に「凝」を行う事も含まれる。
これらの、「凝」を「素早く行う」「オーラを必要最低限の量に抑える」「複数個所で同時に行う」などの技術を総称して「流」と呼ぶ。ハイレベルな念使いは流によるオーラの攻防力移動に長ける。

#### 系統

六性図。近い系統は習得しやすく、遠い系統は習得しにくい。

念能力は、オーラの使われ方によって6つの系統に分類される。この適性は生まれつき決まっており変えることができず、その系統の能力を最も高いレベルまで身に着けることができる。これらは6角形の図で表されるような相関関係を持っており、それぞれ相性の良い系統・悪い系統が存在する。自身が属する系統と相性の良い系統は（天性の系統には及ばないまでも）高いレベルで身に着けることが可能であり扱う際の威力・精度共に高いが、そうでない系統は本来の系統から遠い能力ほど不得手になる。特質系だけは、特質系念能力者でなければ全く使うことができない。
念能力の中には複数の系統の能力を必要とする能力が存在するが、相性の悪い系統を組み合わせた能力は習得が困難であり、高いレベルまで完成させられないなどのデメリットが存在する。そのため能力を身に着けるならば自身の系統にマッチしたものが良いとされる。
ただし実際にどんな能力を身に着けるかは本人の性格や嗜好に強く左右されるため、例えば「天性の系統は放出系なのに、物を具現化する事に強い興味を持っていたため最も相性の悪い具現化系メインの能力が出来上がってしまう」と言ったケースもある。
心源流では、グラスに水を入れてその上に葉っぱを浮かべ、両手をグラスの脇にかざし「発（練）」を行いグラス内で起きた変化によって念能力者自身の系統を判断する「水見式（みずみしき）」と呼ばれる方法が伝わっている。
ヒソカによる各系統別の性格診断が存在し、作中および単行本で「強化系=単純で一途」「放出系=短気で大雑把」「変化系=気まぐれで嘘つき」「操作系=理屈屋・マイペース」「具現化系=神経質」「特質系=個人主義者・カリスマ性あり」と分類されている。これはあくまでヒソカの独断と偏見によるもの。系統は生まれつき決まっているものなので、因果が逆である。
強化系
モノの持つ働きや力を高める能力。主に自分の身体や武器を強化する能力者が多い。自分自身を強化すると、攻撃力だけでなく防御力や治癒能力も高まるため、戦闘面では最も安定して強い系統とも言われている。一般に人類のうち27％程度とされる。
水見式ではグラス内の水の量が変化する。ゴン、ウイング、パーム、ラモットなどは水の量が増え、実力が上がると増量度が増す。
放出系
通常は自分の体から離れた時点で消えてしまうオーラを、体から離した状態で維持する技術に長ける。「念弾を発射して攻撃する」「瞬間移動」「他人に念をかける」「オーラで兵隊を作る（複合技）」などの使い方がある。オーラは放出した分だけ、自分の体から減少するが、能力によっては放出したオーラを回収して自分の体に戻すことも可能である。一般に人類のうち24％程度とされる。
水見式ではグラス内の水の色が変化する。
変化系
自分のオーラの性質や形状を変える能力。オーラゆえの流動性を活かした能力も多い。オーラを別の何かに変えるには、それに対する強いイメージが不可欠である。攻撃用の変化オーラは、自分用の防御策を別に必要とする。例えばオーラに爆発性を与えるゲンスルーは、自身の手の中で爆発を起こす「一握りの火薬」を使用する際は、爆発の威力よりも多い量の「凝」によって自身を防御している。オーラを電気に変えるキルアは特に防御策は用意していないが、生まれたころから日常的に電撃の拷問訓練を行っていたという体質によるキルアだけの特例。一般に人類のうち19％程度とされる。
水見式ではグラス内の水の味が変化する。キルアは水が甘くなり、実力が上がるとより甘度が上がる。
操作系
物質や生物を操る能力。オーラ自体に動きを与えたり、他の何かにオーラを流し込みその動きを操る能力もある。道具などを操作する能力である場合、道具に対する愛着や使い込みが能力の精度に影響することが多く、愛用品を失うと能力が発揮できなくなるリスクがある。放出系と相性が良いため遠隔操作に向く。具現化系と相性が悪いため、応用技はメインサブの系統キャパ配分が難。
操作の特徴によっていくつかのタイプに分類される。念獣などを操作する場合は、「自動操作（オート）」と「遠隔操作（リモート）」に大別される。他人を操作する場合は、「強制型」「半強制型」「要請型」「誘導型」などがある。記憶干渉も操作の一環。既に操作済だと、別人が操作念を上書きすることはできない。能力次第では敵を無力化・戦力吸収するため脅威度が大きい。一般に人類のうち15％程度とされる。
水見式では水面に浮かぶ葉っぱが動く。
具現化系
オーラを物質化する能力。変化系と隣り合う。オーラを「物質化するほどに凝縮する」ために相当に強いイメージが必要である。具現化した物は非念使いにも視認や接触ができ、念使いにも通常の物質との外見での判別はできない。自身のオーラで作り出す物質であるため、能力者がオーラを出さない限りこの世に存在せず、非戦闘時は手ぶらを装うことができる、出し入れ自由のため持ち運びを難としないことは利点となる。応用例として、「特殊装備」「変身」「念獣」「空間具現化」などがある。
具現化系能力者は、具現化した物に特殊な能力を付加する者が多い（隠で見えなくすることもできる）。だがこれは具現化に加えて、サブ能力に別系統が必要というわけで、必然的にバランスが悪くなり、戦闘には向かない。単純に高レベルな具現化・物体化がよいというわけではなく、実用を超えすぎた過剰性能はメモリの無駄遣いと酷評され得る。「なんでもは具現化できない」「本当に具現化まで必要か」「具現化できても弱い」など、課題は多い。型にハマりさえすれば強く、ハマらなかったり、ネタバレすると脆い。非具現化系能力者のサブ具現化は便利であるが、逆に一番の才能が具現化だと活かし方が難しい。一般に人類のうち15％程度とされる。
水見式ではグラス内の水の中に、不純物が生成される。
特質系
他の5系統に分類できない特殊な能力。特質系の者以外は、どんなに修行しても習得できず、他人には真似できない稀少能力。血統や特殊な生い立ちによって発現する。他の系統に属する者でも後天的に特質系に目覚める可能性がある。その性質上、相関の分類自体が意味を成さないケースがほとんどであるが、操作系と具現化系の能力者が後天的に特質系に目覚める可能性が高いとされているため、六性図では操作系と具現化系の間に位置される。
水見式では上記以外の変化が起きる。「ネフェルピトーは葉が枯れる」「ツェリードニヒ＝ホイコーロは水が異臭を放って泡立つと同時に葉が溶ける」「クラピカは水の色が変わり、それと同時に葉が回る」。
作中では少なくない数の特質系能力者が登場してはいるものの、エイ=イ一家の独自調査では能力に目覚めていない者も含めて3000人に1人くらいの割合でしか存在しない希少性の高い系統とのこと。

#### 制約と誓約
念能力を使用する際にあらかじめ制約（ルール）を決め、遵守するその制約が厳しいほど、使う技は爆発的な威力を発揮する。厳しい制約はイコール破ったときのリスクの厳しさであり、誓約を破ればその反動で能力やその者の命すら失う危険性がある。また、能力が強力であれば反動を抜きにしても消耗の激しさに使用者が気絶するなどデメリットが有り安定とは正反対のものとなる。顕著な例として、クラピカの「絶対時間（エンペラータイム）」という能力がある。
また、厳しい制約に加え、自身にリスクが伴う事を覚悟し実行する事が念能力の向上に繋がることがあり、フランクリンの「俺の両手は機関銃（ダブルマシンガン）」のように、指先からオーラの塊（念弾）を連射する能力を、自分の指の先端を切断するという覚悟を持ち実行したことで、さらに飛躍的に威力を上昇させた（イメージ強化の意味合いもある）。ゴンは「（念能力を含む）全てを失ってもいい」と覚悟し、自身の命を圧縮することにより、のちに来るであろう全盛期の肉体まで成長させ、念能力を爆発的に上昇させたなどの例もある。
ハイリスクハイリターンであり、強力な能力ほど発動条件や踏まなければならない手順が複雑になる傾向がある（逆説的に手順が複雑な程強力な能力になる）。ルールを破ったときのリスクが少ない場合、その分条件が格段に厳しい場合が多い。例としてゲンスルーは2つ能力を有しており、「一握りの火薬（リトルフラワー）」は条件無しで適度な威力の爆破能力、「命の音（カウントダウン）」は複雑な条件と解除条件を設定することでほぼ必殺の爆破能力となっている。
キメラ＝アント編では、使い勝手を悪くすることで能力を強化するという制約が多く登場。ナックルの「天上不知唯我独損（ハコワレ）」は「相手に敢えてオーラを与える（この際ダメージは与えられない）」「与えた（貸し付けた）オーラが利息を含め、相手の残オーラ量を超える」という条件で、30日間強制的に相手を絶の状態にするという能力を実現している。

#### 個別能力
能力使用者の個性が色濃く反映される特殊能力。正しい手順で修行すれば能力を自分で決めることができる。または新たな能力に目覚めることがある。
例えば「物を具現化する」という意識が強いとその能力が目覚める。これは自分の系統と異なる場合でも目覚めることがあり、自分の系統と一致すればより強い能力となる。これは気持ちで能力の強弱が決まるため、好戦的である方が強い（＝戦闘向きな）能力に目覚めることが多い。取得後も念の強弱は才能という点が上達の速さや個人の限界に大きく関係する。
個別能力が決まってしまうと、取り消しがきかない。変な能力や制約は使いづらくし、他者からの念攻撃で修得したときは身体を欠損していたり能力が勝手に決まってしまったりする。
念獣
オーラで作られた生物。系統、姿、能力などは様々。
相互協力型（ジョイント）
仲間の念使いとの連携を前提とした能力。一例として、オリジナル能力者の具現化物に、仲間がオーラを貸して稼働させるというパターンがある。
このパターンの能力の場合、相性の悪い複数の系統を必要とする能力であっても、異なる系統を修めた念能力者が協力する事でハイレベルな能力を実現する事が可能。
寄生型
他者にとりついて、オーラを吸って動く。宿主の思念の影響を大きく受け、予測不可能度が高く厄介だという。
具現化系に多く、カキン国王族の守護霊獣は、古代王の念が血縁者に寄生させたもの。

#### 除念と除念師
原則、念能力はかけた本人、もしくは解除条件を満たすことでしか解除することは出来ないが、「除念」と呼ばれる能力によりそれを強制的に解除することが可能である。ただし他者の念を代わりに「背負う」事になるため、除念の際は対価となるリスクが伴う（念獣に付き纏われる、体の一部が肥大化する等）。除念が可能なものは「除念師」と呼ばれ、念能力者の中でも極めて稀。なお、術者が何らかの執着を抱いていた場合、その念は死後極めて強力になる場合があり、これを除念出来る除念師は世界全体でも10人に満たないとされる。
ハンター協会には、除念師であることを明かしている者は1人しかいない。他には、アベンガネとキメラ=アントのヒリン( ヒナ )が除念師である。

#### 怨
『劇場版 HUNTER×HUNTER -The LAST MISSION-』に登場したアニメオリジナル能力。多くの念系統を十二分に発揮できるが、念以上の制約や誓約が必要とされる。

### その他用語
電脳ページ
作中独自の電子情報網（インターネット）。利用にはハンターライセンスが使える。どのパソコンからでもアクセスできるが、「ハンターライセンスを使ったアクセスがどこで行われたか」を調べる事は第三者にも可能であるため、ハンターは公共パソコン等でしかアクセスしないのが基本。
辞書よりも詳しい程度の情報を知りたいならば有用であるが、デマや表層的な情報も多い。「ハンター専用サイト」が存在し、高額の金銭と引き換えに貴重な情報を得ることができる。トップハンターなら、特定情報の差し止めも可能（真のトップハンターのみ。莫大な資金と一国の大統領クラスの権力が必要とされる）。
ホームコード
留守番専用の固定電話。世界中を飛び回るハンターの情報ベースとなる設備で、基本的に離れたところから携帯電話で聞く。暗号機能もあるが、盗聴のおそれもありうるので、真に重要な情報は直接やり取りする。
電脳ページとホームコード、携帯電話はハンター「電波系三種の神器」と呼ばれる。

## 世界設定
民間航空機が気球や飛行船、海上交通手段が帆船であるなど、一部のオートマライゼーションはやや遅れているが、都市機能や各種自家用車、国民の情報管理が徹底しているなど、電子機器やネットワークなどは高度に発展している世界である。核ミサイル、戦車、戦闘機、対戦車無反動砲なども存在し、携帯電話やタブレットPCなど掲載時期の最新機器も積極的に取り入れられている。
人間以外の知的生命体も存在しており、それらは「魔獣」と呼ばれ、人間との言葉も解している。キメラ＝アントたちの生き残りが政府により新種の魔獣として公表された後、大きな混乱が起きなかったように、人間以外の知的生命体の存在もこの世界では知られている上、一部の魔獣は人間と共に生活をしている。
作中では日本をモデルとしたジャポンという国家が存在しており、その国出身の（もしくはルーツを持つと思われる）キャラクターも何人か登場している。作中ではジャポンの文化は世界にあまり浸透していないらしく、ハンター試験で課題として出されたスシをまともに知っていたのはジャポン出身のハンゾーだけであった（クラピカは大まかな知識はあったがスシの具体的な外観は認識しておらず、作ったのは正解と程遠い形のものであった）。
この世界で人間が暮らしているのは、ほんの一部のエリアであり、人間が暮らしているエリアの外側に暗黒大陸と呼ばれる広大なエリアが存在している。
時系列は不明点が多い。年に1回のハンター試験が3回実施されているので、暦で3年ということがわかる。初年の9月がヨークシン編、2年目がキメラアント出現、最新年の8月8日に暗黒大陸への進出開始である。また数字で明確に「グリードアイランドがオークションに出るのが作中暦の2000年1月1日」とされている。

### ハンター試験編
くじら島
ゴンの出身地。名前の通りくじらの形をしている島。
ザバン市
第287期ハンター試験会場となった港町。最寄港にドーレ港がある。一本杉には凶狸狐が棲む。
地下道
ザバン市の地下道で、第287期ハンター試験第1次試験前半の会場。最後の最後で長い階段があり、ここでは脱落者が続出した。出るとヌメーレ湿原がある。
アニメ第1作では分岐点が存在し、左側はサトツが向かう（受験者がついていく）道であるが、右側は甘い匂いで恐ろしい幻覚を見せて精神崩壊を起こさせる樹液（キルアによれば暗殺者がよく使う物であるらしい）が壁一面に張られている危険な道である。
ヌメーレ湿原
第287期ハンター試験第1次試験後半の会場。通称「詐欺師の塒（ねぐら）」。人面猿やキリヒトノセガメ、マチボッケ、ホラガラス、ジライタケ、サイミンチョウなどの珍獣が多く生息しており、そのほとんどが迷い込んだ人間を欺いて食糧とする生態を持つことが、通称の由来となっている。とても霧が濃く、試験官から目を離せばほぼ確実に迷う上、油断すると珍獣達の餌食となる。劇中ではそれに乗じてヒソカの方も「試験官ごっこ」と称して他の受験者を屠るなどし、試験を更なる混乱に陥れた。
ビスカ森林公園
第287期ハンター試験第2次試験前半会場。世界一凶暴な豚・グレイトスタンプが生息する森林公園。
ジャポン
ハンゾー、バショウの出身国である小さな島国。「和」を重んじる。諸文化は数少ない文献でしか紹介されていない。スシはこの国の伝統料理。
王位継承編でもジャポン出身と思われる人物や、ジャポンに造詣の深いカキン帝国国民が登場している。
マフタツ山
第287期ハンター試験第2次試験後半会場。ビスカ森林公園にある山で、名前の通り真ん中で真っ二つに割れており間を河が流れている。渓谷にクモワシが生息する。
トリックタワー
第287期ハンター試験第3次試験会場。様々なトラップが仕掛けられている塔。人面鳥が付近を飛行しているため外壁を降りるのは危険。
ゼビル島
第287期ハンター試験第4次試験会場。
軍艦島
アニメオリジナルでフジテレビ版のみに登場する。第287期ハンター試験第3次試験エクストラ会場。

### ヨークシンシティ編
ヨークシンシティ
ヨルビアン大陸の西端にある都市。毎年9月1日〜10日には大規模なオークションが開催される。おもなモデルはニューヨークで、アニメでは背景に同市の映像も用いられた。新宿や渋谷の風景も一部使われている。広大であるが、一部人気が少なかったり廃墟の地域も見られる。
ゴルドー砂漠
ヨークシンシティの東にある荒野。

### グリードアイランド編
グリードアイランド
ジン＝フリークスとその仲間たちが念で作った念能力者専用のゲーム。

### キメラ＝アント編
NGL自治国
ミテネ連邦（西から順に、NGL自治国、ロカリオ共和国、ハス共和国、西ゴルトー共和国）を構成する4国の一つ。連邦4国中で唯一の自治国。
エコロジーの団体組織「ネオグリーンライフ（略称NGL）」の自治国であり、人口217万人のうち99%が団体員、残りの1%は支援ボランティアで構成される。機械文明を捨て自然回帰の生活と自然保護を目的としており、機械文明の産物の持込は法律で禁じられている。銀歯や整形用シリコンなどが体内にある者は摘出しない限り入国できない。違反者には極刑を含めた厳罰がある。
このように厳しい自然回帰を目的とする国であるが、裏ではNGLの創設者にして影の国王ジャイロを中心に麻薬製造などの組織犯罪を行っており、その施設には機械もあれば銃器なども存在する。このことを知るのはジャイロ以外には一部の幹部のみであり、ほとんどの国民はその事実を知らない。
影王ジャイロと蟻王メルエムの死亡に伴い廃国となり、自然保護区としてハンター協会＝パリストンの管理下となる。

東ゴルトー共和国
ミテネ連邦のある島で、唯一ミテネ連邦に加盟していない国家。ミテネ連邦最東の西ゴルトー共和国の東に位置する国。
共和制とは名ばかりで、マサドルディーゴ総帥による独裁国家。一部の高級官僚以外は非常に低い生活水準を強いられているが、独特の密告システムにより脱走者はほとんど居ない。人口は500万人ほどで、食料およびキメラアントに改造するためにほぼ全員が宮殿に集められた。既に5000人ほどは蟻へと改造され、生き残れずに犠牲になった被害者が大量に出ている。
兵力はほぼ無国籍でまちまち。旧ドイツ陸軍のV号戦車パンターや、現代アメリカ陸軍の装甲車「M113装甲兵員輸送車」などが無造作に登場している。
蟻討伐の陰では、国際社会による政治力学が動いていた。本気なら手段を選ばず、国民500万人を巻き添えにしようが宮殿空爆で殲滅作戦を取るところを、レベルを下げて、ハンター協会単独での討伐作戦となっていた。
マサドルディーゴ総帥、ビゼフ長官、メルエムの全てが消えたことで廃国となり、ミテネ連邦の他国へと分割された。
宮殿
キメラ＝アント編の主な舞台であり、決戦の場。
右塔・左塔・中央塔・中庭で構成されており、右塔・左塔は2階建て、中央塔は3階建てである。地下5km北部にはA・B・C・D・Eの5つの格納庫がトンボ状に存在し、エレベーターで上昇する際には暗証番号を必要とする（一度の入力間違いだけでも扉がロックされる）。ビゼフとマルコス以外は昇降時には重量も厳しくチェックされ、重量が著しく異なる場合は総帥たるマサドルディーゴに報告される。ビゼフはDの倉庫を自由に使う権利を与えられている。
王はビゼフを除く国の首脳を殺害した後、この宮殿を「肉樹園」と名づけ国民の食糧化、および「選別」の拠点とした。そのため、討伐隊は選別が行われる当日に一斉に宮殿進入を決行し、護衛隊との戦いを開始する。
軍儀
東ゴルトー発祥の盤上競技。相手の王を詰む競技で、駒を3枚まで重ねることができ、開始時の駒配置を自陣地内で自由にできる。
約15年前から世界大会が行われており、東ゴルトー代表が全大会で優勝している。現世界王者はコムギで大会5連覇中。
東ゴルトーではプロ化されているもののプロ棋士の収入は僅かな額でしかない。ただし世界大会で優勝した棋士には多額の報奨金が与えられる。
貧者の薔薇（ミニチュアローズ）
強力な小型爆弾。歩兵個人が携帯できるほど小型ながら、大量破壊兵器。低予算で驚くほどの殺傷力を持ち、技術の確立によって短期間での大量生産が可能になったことで、独裁小国家に好まれている。
小国でも製造できることと、キノコ雲が1輪の薔薇の姿を成していることによる「ミニチュア・ローズ」という名称。高熱と爆風により周囲を破壊し、薔薇の「毒」を撒き散らして生物を殺す。毒の量・死に至る時間が絶妙に計算されていることにより、被毒者自体が発生源となり、また他の者へと毒が連鎖されていく。それにより大量の死者を生む。
250を超える国や地域で使われ512万人の命を奪っている。テロリストが敵対国首都中心部で使ったことがあり、新しく作ることは禁止されている。だが、既に数十万個作られており、保有国は廃棄にも使用禁止にも難色を示している。

### その他
パドキア共和国
キルアの出身国。
ククルーマウンテン
パドキア共和国デントラ地区にある山。標高3722m。周辺の樹海も含めて全てゾルディック家の私有地となっており、樹海の周囲は巨大な塀によって囲まれている。
天空闘技場
格闘のメッカとも呼ばれる251階、高さ991mからなる塔。世界第4位を誇る建物。小遣い稼ぎに多くのハンターが利用する。フロアが上がるごとにファイトマネーも上がる。多くの選手はフロアマスターを目指している。フロアマスターになればバトルオリンピアへの出場権が得られ、バトルオリンピアで優勝すれば塔の最上階を自宅とすることができる。
主に199階以下と200階以上で分けられる。199階以下は通常の格闘が行われ、上記の通り、勝つたびにファイトマネーが得られる（1階のファイトマネーは、勝っても負けても缶ジュース1本分の金額）。また、1階と10階単位階級のフロアに分かれ100階以降のフロアでは選手に個室が用意されるようになったりと、待遇も良くなっていく。実力次第では飛び級して階が上がる。
200階からはファイトマネーが無くなり、名誉のみの戦いになる。90日以内の戦闘準備期間なら好きな日に戦うことができ、勝敗問わず一度戦えば再び90日間が与えられる。10勝でフロアマスターとの挑戦権が与えられるが、4敗するか90日間を過ぎたら失格となる。
200階よりも上は念能力者のみが集う場所となっている。ルールで決められているわけではなく、念を知らない者が参加すると念による攻撃を受け、念に覚醒するか再起不能となるという、淘汰の結果である。
係員や解説者は念の存在を一切知らず、戦いで何が起こっているのか把握できていないことも多い。
専用のテレビ放映がされている模様。
ルクソ地方
クラピカの出身地。クルタ族がかつて住んでいた。
流星街
なにを捨てても許される場所。政治的空白地であり、ここには誰が何を捨てても一切の干渉がない。通常子供が生まれると世界全域に渡るスーパーコンピュータに個人情報が登録され、この世のいかなる人物もスーパーコンピュータにアクセスすれば来歴を知ることができるが、生まれてすぐここに捨てられた子供は登録がされず、「この世に生まれた痕跡すらない人間」となる。
人口は公式的に無人とされているが約800万人。議会制度があり長老がいる。多人種。住民同士の同族意識は非常に高い。過去に「1人冤罪で殺されたので、数十倍の犠牲者を出してでも司法関係者全員に報復する」と自爆テロを敢行した事件がある。幻影旅団はここで設立されたほか、その他ハンター協会と無関係の念能力者も多数輩出している。
基本的には廃棄物を投下する場所であるが、ゴミ捨ての名目で、マフィアがここの住人達に武器や資金の提供を行っている。その見返りとして、「社会的に存在しない人間」というマフィアにとって貴重な人材を得ており、二者は蜜月関係にある。幻影旅団は、流星街出身者を主なメンバーとしながらも、ヨークシンシティでマフィアンコミュニティ（マフィアの大連合）に対して牙を剥いたため、流星街の人間としてはさらに異質。
スワルダニシティー
ハンター協会本部がある街。新会長選挙の舞台。ゴンが入院していた病院もある。
暗黒大陸
世界の外側。人類が知る「世界」は暗黒大陸の中央にある超巨大な湖「メビウス湖」の中心部に存在している。渡航許可庁では「新世界」と呼称している。
キメラアントは暗黒大陸からの外来種。巨大生物が生息するほか、魔獣族もおり渡航者の案内人を務めているという。人類が外の世界へ進出しようとする度に大きな災いがふりかかったと古代から記録があり、近代になってからも渡航の成功者は皆無で、200年以上前に近代5大陸（V5）によって不可侵条約が締結された。各国家は非公式に人を渡航させるも全てが失敗で、149回渡航して帰還できたのはわずか5回のみ。わずかな帰還者の獲得成果も「災厄」であった。
ハンター協会のアイザック＝ネテロもお忍びで渡航したことがあるが、すぐさま引き返しており、ハンター達に渡航を厳禁とした。逆に煽られたビヨンド＝ネテロはクカンユ王国の支援のもと挑戦したが失敗し、生き残った仲間もゾバエ病に感染していた。この件を受けてネテロはビヨンドを追放する。およそ50年後、ビヨンドはカキン帝国の支援を受けて再挑戦を図る。ビヨンドに先を越されたくない思惑のV5はハンター協会に依頼し、チードル会長は依頼を受ける。
新世界紀行
300年以上前に、無限海沿岸をたった一人で探検した人物がその記録を記した書物。著者はドン＝フリークス。「東」「西」両編があるとされるが、確認されているのは「東」のみ。
出版当初は狂人の妄想とされ、空想小説として扱われていた。現在も公式にはその扱いになっているが、実際は暗黒大陸の詳細な記録として認められており、幻書となっている。
書の中には水に沈めると発電する「無尽石」、「万病に効く香草」、究極の長寿食「ニトロ米」、あらゆる液体の元となり得る「三原水」、錬金植物「メタリオン」など、人間の世界には存在しない夢のようなリターンと同時に、様々な災厄が記されている。
五大災厄
暗黒大陸に出向いて帰還した生存者が、リターンの代わりに持ち帰って（案内人に持ち帰らされて）きてしまった、世界と人類を破滅に導くほど厄介な存在。いずれも危険度判定がB+以上となっている（作中評価基準であるが、現実で言うところのリスクグループに似た振り分け）。有効な対処法が存在せず、そのサンプルや被害者は極秘施設の地下深くに隔離されて厳重に管理されている。
- ガス生命体アイ：「あい」と喋る、靄に手足が生えたような姿をした「欲望の共依存」。危険ランクA。
- 双尾の蛇ヘルベル：メビウス湖南東に潜む「殺意を伝染させる魔物」。危険ランクA。
- 人飼いの獣パプ：メビウス湖北東部沿岸の山脈を縄張りとする「快楽と命の等価交換」。被害者は頭部に管がつけられ、人であったとは思えないほど全身がしなびた姿になる。危険ランクA。
- 不死の病ゾバエ病：ジン曰く最悪の病。隔離された部屋で死ぬことも出来ず自給自足で生活できてしまう「希望を騙る底なしの絶望」。危険ランクB+。
- 兵器ブリオン：メビウス湖のほぼ真北の樹海を400km進んだ先にある無人都市を守る「正体不明の球体」。危険ランクB+。

近代5大陸
ベゲロセ連合国、サヘルタ合衆国、オチマ連邦、ミンボ共和国、クカンユ王国からなる5つの国家。通称「V5」。
かつて個別に暗黒大陸のリターン獲得に挑んで大失敗したことで、暗黒大陸不可侵条約を結び、1国だけがリターンで有利にならないように牽制し合っている。
それゆえに、6番目のカキン帝国にリターンを独占されることを危惧しており、カキンを仲間に入れて「V6」となることで、リターンを6等分しようと方針を変更した。
カキン帝国（カキン国）
アイジエン大陸（形はアジア大陸）の中央に位置する国。初出はキメラアント編序盤で、カイトたちが新種調査に来ていた。
ホイコーロ王家が古代から統治してきた歴史ある大国。ただし数十年前に、革命により帝国社会主義から議会民主主義にシフトし、国名を変えて形式上は全く新しい国となっている。このとき各国との条約や密約の更新をうやむやにしているため、行ってはならない暗黒大陸に行くことも「行かないと約束したのは旧国で、カキンは関係ない」と開き直っている。
暗黒大陸を冒険したいビヨンドと利が一致している。形式上暗黒大陸に進出したという偉業を成したことで名声を手にし、さらに実際の冒険をビヨンドに行わせリターンを持ち帰ってもらうことで自国を強化したいという政治的思惑がある。国王は一貫して「新大陸に行く」と言っており、暗黒大陸と騒いでいるのは周囲、移民船が向かうのも暗黒大陸手前の無人島なので国王は嘘は言っておらず、つまり詭弁である。V5からはやりたい放題であると苦言されている。
当代の王はナスビ―＝ホイコーロ王で、14人の王子達の中で生き残った1名を次期王とすると宣言している。王子同士の殺し合いが露骨に示唆されているが、建前上は殺し合いなどしていないことになっており、単純な殺しでは罰せられてリタイヤとなってしまう。そのため権力や謀略が絡み合うことで、虚実入り混じり複雑化した状況にある。建前「継承戦から降りてもよい」と裏の意味（王になる意欲がない王子など死ね）が異なる。
新大陸に到着すれば領土が大幅に広がり、新王が統治者となる予定。
壺中卵の儀（こちゅうらんのぎ）
カキン帝国王家に代々伝わる儀式、および初代国王が蠱毒に発想を得て子孫繁栄のために遺した能力の名前。遮光器土偶の顔を模した壺に王子がその血を一滴注ぎ、中央の穴に手を入れ王即位の意思を念じると、壺から妖精のような念獣が現れ、「守護霊獣」の卵をその口に押し入れる。
儀式によって、守護霊獣という念獣が生まれる。取り憑いた者のオーラを糧とし、その者の人となりに影響を受けた形態・能力に変貌し、その者を守護する。本人が創り出したものではない「寄生型の念能力」であるため、自身の意思で動かすことは出来ない。念獣固有の系統・主能力と、宿主の王子の素質が別物であり、寄生型念の「どうなるか予測不可能」という性質が大きく現れている。念獣は念獣が憑いたものを攻撃することはなく、念獣同士もお互いを攻撃しない。念能力の有無にかかわらず、本人には自他いずれの念獣も視認できない。
ブラックホエール（B・W）1号
カキン国王が指示して建造させた、クジラを模した超巨大移民船の1号船。収容人数20万人。
5階層エリアから構成されている。外見は、通常サイズの豪華客船の船体（1層）が、超巨大なクジラ（2〜5層）の上に乗ったデザインで、4層で海水面に接する。
新大陸への移民のために渡航を開始した。乗客の内訳は、1層が王族と政財界の要人（クラピカ警護・ビヨンド拘束等）、2層が富裕層、3層以下が一般渡航客エリア（十二支ん業務）。特に2階層と3階層は分厚い壁と軍の警備によって完全に区分けされている。渡航船内の運営はミザイストムに呆れられるほどいい加減で、上下階の格差が極端にあり、一般渡航客エリアでトラブルが多発している。
船旅は暗黒大陸手前の新大陸までで、期間は8週間の予定。民間人が暗黒大陸に行っても死ぬだけなので、暗黒大陸の実際の調査探検はビヨンドやハンターが行う予定になっている。
壺中卵の儀＝王位継承戦の舞台となっている。

## メディア展開

### アニメ
パイロット版
ジャンプ・スーパー・アニメツアー'98のイベント内で限定上映されたパイロット版。OVAは非売品で、応募者全員サービスとして配布された。ゴンがクジラ島から旅立ち、クラピカ・レオリオと出会い、船での攻防までを描く。
スタッフ
- 監督 - 阿部記之
- 演出 - 水野和則
- 脚本 - 橋本裕志
- アニメーションキャラクターデザイン - 北山真理、大西雅也
- 作画監督 - 大西雅也
- 美術監督 - 高田茂祝
- 美術デザイン - 池田祐二
- 撮影監督 - 宮川晴年
- 音響監督 - 阿部記之
- 編集 - ファルコン、厨川治彦、植松淳一
- プロデューサー - 萩野賢（スタジオぴえろ）、大徳哲雄（集英社）
- アニメーション制作 - スタジオぴえろ
- 製作 - 集英社『週刊少年ジャンプ』

キャスト
- ゴン＝フリークス - 松本梨香
- クラピカ - 日髙のり子
- レオリオ - 林延年
- カイト - 中原茂
- ミト - 岡村明美
- ゴンの曾祖母 - 尾小平志津香
- 船長 - 内海賢二

日本アニメーション制作版

パイロット版からスタッフとキャストを一新し、日本アニメーションによって制作されたアニメ第1作。テレビアニメとしてフジテレビ系において1999年10月16日から2001年3月31日まで全62話が放送された。
また、続編としてOVAで第1期『HUNTER×HUNTER』（4巻8話）・第2期『HUNTER×HUNTER GREED ISLAND』（4巻8話）・第3期『HUNTER×HUNTER G・I Final』（7巻14話）と3期製作されている。
マッドハウス制作版

日本アニメーション制作版からスタッフとキャストを一新し、マッドハウスによって制作されたアニメ第2作。この作品からハイビジョン制作で、作品冒頭から新たに制作しており、日本アニメーション版の続編ではない。2011年10月2日から2014年9月23日まで日本テレビ系列（NNN）で放送された。
2013年1月12日に初の劇場作品『劇場版 HUNTER×HUNTER 緋色の幻影』が公開。
同年4月より、「キメラアント編」に突入、同編が初めてアニメ化される事となった。また、2014年7月から「会長選挙編」もアニメ化されることが決定した。
同年12月25日に劇場版第2作目『劇場版 HUNTER×HUNTER -The LAST MISSION-』が公開。

### ラジオ
HUNTER×HUNTER R
日本アニメーション制作版アニメの関連番組。2000年4月から2005年3月までラジオ大阪、文化放送などで放送。パーソナリティはゴン役の竹内順子とキルア役の三橋加奈子が務めた。
潘めぐみ・伊瀬茉莉也のHUNTER×HUNTER HUNTER STUDIO
マッドハウス制作版アニメの関連番組。文化放送で2011年10月8日から2012年3月31日まで放送。また超!A&G+とHiBiKi Radio Stationにて、2011年10月9日から2012年4月1日まで配信後。「潘めぐみ・伊瀬茉莉也のHUNTER×HUNTER HUNTER STUDIO☆（ひとつぼし）」に改題され、2012年4月8日から2013年3月24日まで隔週配信。なお、HiBiKi Radio Stationでは9月24日より、超!A&G+では10月2日より第0回を配信。パーソナリティはゴン役の潘めぐみとキルア役の伊瀬茉莉也が務めた。

### テレビ番組
2018年5月1日にテレビ朝日「アメトーーク!」でのくくりトーク『HUNTER×HUNTER芸人』の放送決定と報じられ、同年5月24日に放送された。本番組のオンエアを記念して『ジャンプ+』で1〜50話の無料配信が行われた。

### ゲーム
家庭用ゲーム機・携帯型ゲーム機
ワンダースワン (WS) 専用ソフトはバンダイ、ゲームボーイカラー (GBC)・PlayStation (PS)・PlayStation 2 (PS2)・ゲームボーイアドバンス (GBA) 専用ソフトはコナミ（後のコナミデジタルエンタテインメント）、PlayStation Portable (PSP) 専用ソフトはバンダイナムコゲームス（後のバンダイナムコエンターテインメント）から発売。
- 意志を継ぐ者（WS、バンダイ） - 2000年6月1日 開発：アクセス
- ハンターの系譜（GBC、コナミ） - 2000年6月15日
  - 見下ろし式の戦術シミュレーションゲームとなっており、ターンごとに移動や攻撃などのコマンドを指定する。ただし、NPCも同時に行動するため、最短距離で移動しようとしても衝突して停止してしまうことが多い。攻撃に移るタイミングもうまく読む必要があるほか、戦闘画面ではボタンをタイミング良く押さないと攻撃が当たらない。移動も1歩1歩が緩慢であり、テンポは総じて悪い。このことからゲーム評論界隈から「移動ゲー」と皮肉られるなど、評価は決して芳しいとは言い切れない[20]。
- 幻のグリードアイランド（PS、コナミ） - 2000年10月26日
- 禁断の秘宝（GBC、コナミ） - 2001年4月12日
- それぞれの決意（WSC、バンダイ） - 2001年4月26日 開発：アクセス
- 導かれし者（WSC、バンダイ） - 2001年8月23日 開発：アクセス
- 龍脈の祭壇（PS2、コナミ） - 2001年8月30日
- 奪われたオーラストーン（PS、コナミ） - 2001年9月27日
- みんな友だち大作戦!!（GBA、コナミ） - 2003年4月24日
- G・I（グリードアイランド）（WSC、バンダイ） - 2003年4月24日 開発：アクセス
- ワンダーアドベンチャー（PSP、バンダイナムコゲームス） - 2012年9月20日
- HUNTER×HUNTER NEN×IMPACT（Switch・PS5・Steam、ブシロードゲームズ） - 2025年7月17日予定 開発：エイティング

携帯電話・タブレット
Android端末/iOS端末専用のゲームアプリケーションソフトウェアを、日本テレビ・クルーズの合弁会社であるForGrooveとバンダイナムコゲームスが配信していたが。いずれも2023年までにサービス終了。
モバイル端末ではウェブアプリやネイティブアプリのゲーム、きせかえテーマやウィジェット、またLINEスタンプといったアプリが配信されている。
この他、スマートフォン（ただしauスマートパスとAndroid端末）用の2013年1月11日より配信開始された多機能アプリが存在する。劇場版1作目『劇場版 HUNTER×HUNTER 緋色の幻影』公開に合わせたもので、診断やアラームといった機能がどのキャリアでも利用できる他、作中のキーワードとなる「制約と誓約」に関する機能が、覗き見防止フィルターの機能がそれぞれ利用できる。劇場版2作目『劇場版 HUNTER×HUNTER-The LAST MISSION―』公開に合わせデザインが差し替えられた。
- バトルコレクション（Mobage/dゲーム、ForGroove、日本テレビ、クルーズ） - Mobage：2012年12月25日/dゲーム：2015年7月9日 - 2023年7月31日サービス終了
- トリプルスターコレクション（GREE、ForGroove、日本テレビ、クルーズ） - 2013年7月24日 - 2023年7月31日サービス終了（バトルコレクションのGREE配信版）
- バトルオールスターズ（Android端末/iOS端末、バンダイナムコゲームス） - Android端末：2014年6月5日/iOS端末：2014年6月13日 - Android端末/iOS端末：2018年2月22日サービス終了
- アドバンスコレクション（Yahoo! Mobage、ForGroove、日本テレビ、クルーズ） - 2015年11月18日 - 2020年12月25日サービス終了（Adobe Flash Playerのサポート終了に伴うサービス終了。事前にHTML5への移植がユーザーに告知されていたが、後に撤回された。）
- ワールドハント（Android端末/iOS端末、バンダイナムコゲームス） - Android端末：2017年2月13日/iOS端末：2017年2月14日 - Android端末/iOS端末：2018年2月22日サービス終了
- グリードアドベンチャー（Android端末/iOS端末、バンダイナムコゲームス）- 2018年12月5日 - 2020年1月14日サービス終了
- アリーナバトル（Android端末/iOS端末、DeNA、ForGroove、日本テレビ、Qmax ）- 2020年1月30日 - 2023年3月31日サービス終了

体験型ゲーム
2019年3月にSCRAP主催の体験型ゲームイベントであるリアル脱出ゲーム化が決定し、全国5都市で開催することが決まって以降、度々開催している。
- ハンター試験からの脱出（2019年3月、全国5都市） - 東京歌舞伎町にある常設アミューズメントスポットの東京ミステリーサーカスにて約4か月のロングランで開催することが決定した。前売り券は通常版のほかにUSBメモリ付の限定版を選択することができる。
- グリードアイランドからの脱出（2020年9月、大阪・東京）
- 変幻自在の迷宮（トリックダンジョン）からの脱出（2021年3月 - 6月、オンライン参加キット）
- ハンター試験スタジアムからの脱出（2022年5月、東京 / 2023年5月、東京・同年6月 - 7月、福岡・同年9月、名古屋・2024年3月、沖縄）

### 演劇
ミュージカル HUNTER×HUNTER
2000年12月・2001年8月再演 / 演出 - 平光琢也
ゴン（レディー・ジャンゴ）：竹内順子、キルア（ミス・ミツコ）：三橋加奈子、クラピカ（ミセス・ユカイータ）：甲斐田ゆき、レオリオ（ミスタ・ゴヅミ）：郷田ほづみ、ヒソカ：高橋広樹、オベロン：林田和久、ザンニ：縄田晋、ブリゲルラ：森訓久、ガリクソン：鶴岡聡、ティターニア：AKIKO、リタ：一倉千夏、トネリコ：市毛みどり、バルドー：中村梓乃、マサム・イサベル：大輝ゆう
ミュージカル HUNTER×HUNTER ナイトメア・オブ・ゾルディック
2002年8月公演 / 演出 - 平光琢也
ゴン：竹内順子、キルア：三橋加奈子、クラピカ：甲斐田ゆき、ヒソカ：高橋広樹、レオリオ：郷田ほづみ、イルミ：風間水希、シルバ：笠原竜司、ミルキ：北野康広、カナリア：鈴木真仁、ゼブロ：土屋裕一、ゼノ：新田将司、キキョウ：薛宏美、カルト：七瀬もも
リアルステージ HUNTER×HUNTER「A Longing for Phalcnothdk 〜蜘蛛の記憶〜」
2004年8月公演 / 演出 - 松村武
ゴン：竹内順子、キルア：三橋加奈子、クラピカ：木村亜希子、クロロ：小西大樹、パクノダ：池田有希子、ノブナガ：香川耕二、マチ：久遠さやか、シズク：那須めぐみ、フィンクス：佐藤拓之、シャルナーク：市川訓睦、巻き込まれた男：亀岡孝洋
「『HUNTER×HUNTER』THE STAGE」
2023年5月公演 / 脚本・演出 - 山崎彬
ゴン：大友至恩、キルア：阿久津仁愛、クラピカ：小越勇輝、レオリオ：近藤頌利、シルバ：北村圭吾、ゼノ：椎名鯛造、ミルキ：皇希、ゴトー：田鶴翔吾、ハンゾー：川崎優作、ネテロ：大高洋夫、イルミ：上田堪大、ヒソカ：丘山晴己、倉持聖菜、齋藤潤、高岩芯泰、辻本将平、原池優、樋口明志、藤田浩太朗、古田伊吹、森川錦、山崎理彩
「『HUNTER×HUNTER』THE STAGE 2」
2024年3-4月公演 / 脚本・演出 - 山崎彬
ゴン：大友至恩、キルア：阿久津仁愛、クラピカ：小越勇輝、レオリオ：近藤頌利、ノブナガ：村田充、フェイタン：平松來馬、マチ：秋野祐香、フィンクス：田鶴翔吾、シャルナーク：織部典成、シズク：佐當友莉亜、パクノダ：鳳翔大、ウボォーギン：伊勢大貴、シルバ：北村圭吾、ゼノ：椎名鯛造、センリツ：岩田弘子、ネオン：櫻井佑音、ライト：和泉宗兵、ヒソカ：丘山晴己、クロロ：太田基裕、イルミ（声の出演）：上田堪大、高岩芯泰、辻本将平、原池優、藤田浩太朗、古田伊吹、山崎里彩、岡村拓真、河野凌太、小池堆賀、島田隆誠、平井浩基、山上和輝、山﨑竜之介
「『HUNTER×HUNTER」THE STAGE 3」
2025年5-6月公演 / 脚本・演出：山崎彬
ゴン：西山蓮都、キルア：阿久津仁愛、ビスケ：高橋愛、ノブナガ：村田充、フェイタン：平松來馬、マチ：秋野祐香、フィンクス：田鶴翔吾、シャルナーク：織部典成、シズク：清井咲希、コルトピ：椎名鯛造、ツェズゲラ：北村圭吾、ゴレイヌ：松田大輔（東京ダイナマイト）、レイザー：spi、ヒソカ：丘山晴己、ゲンスルー：坂東巳之助、クラピカ（声の出演）：小越勇輝、辻本将平、原池優、古田伊吹、山崎里彩、平井浩基、山﨑竜之介、池之上頼嗣、川口調、佐藤新太、三小田芳樹、能代谷和輝、細見奏仁、馬渕香那

### トレーディングカード
『ジャンプ』作品のコラボレーションによるトレーディングカードゲームであるミラクルバトルカードダスに本作も使われている。
また、1つの共通したルールのもと（『ジャンプ』作品以外にも）数多くの人気作品が参戦するUNION ARENAにも参戦している。

## 書誌情報
いずれも集英社からの発行。

### 単行本
- 冨樫義博 『HUNTER×HUNTER』〈ジャンプ・コミックス〉、既刊38巻（2024年9月4日現在）
  1. 「出発の日」1998年6月9日第1刷発行（1998年6月4日発売[27]）、ISBN 4-08-872571-9
  2. 「霧の中の攻防」1998年9月7日第1刷発行（1998年9月2日発売[28]）、ISBN 4-08-872606-5
  3. 「決着」1998年11月9日第1刷発行（1998年11月4日発売[29]）、ISBN 4-08-872630-8
  4. 「最終試験開始!」1999年2月9日第1刷発行（1999年2月4日発売[30]）、ISBN 4-08-872672-3
  5. 「ジン＝フリークス」1999年5月5日第1刷発行（1999年4月30日発売[31]）、ISBN 4-08-872713-4
  6. 「ヒソカの条件」1999年10月9日第1刷発行（1999年10月4日発売[32]）、ISBN 4-08-872749-5
  7. 「これから」1999年12月27日第1刷発行（1999年12月22日発売[33]）、ISBN 4-08-872788-6
  8. 「オークション開催!!」2000年4月9日第1刷発行（2000年4月4日発売[34]）、ISBN 4-08-872847-5
  9. 「9月1日」2000年7月9日第1刷発行（2000年7月4日発売[35]）、ISBN 4-08-872890-4
  10. 「9月3日」2000年11月7日第1刷発行（2000年11月2日発売[36]）、ISBN 4-08-873021-6
  11. 「9月4日」2001年3月7日第1刷発行（2001年3月2日発売[37]）、ISBN 4-08-873087-9
  12. 「9月4日 その2」2001年7月9日第1刷発行（2001年7月4日発売[38]）、ISBN 4-08-873135-2
  13. 「9月10日」2001年11月7日第1刷発行（2001年11月2日発売[39]）、ISBN 4-08-873180-8
  14. 「島の秘密」2002年4月9日第1刷発行（2002年4月4日発売[40]）、ISBN 4-08-873262-6
  15. 「躍進」2002年10月9日第1刷発行（2002年10月4日発売[41]）、ISBN 4-08-873314-2
  16. 「対決」2003年2月9日第1刷発行（2003年2月4日発売[42]）、ISBN 4-08-873382-7
  17. 「三つ巴の攻防」2003年6月9日第1刷発行（2003年6月4日発売[43]）、ISBN 4-08-873443-2
  18. 「邂逅」2003年10月8日第1刷発行（2003年10月3日発売[44]）、ISBN 4-08-873516-1
  19. 「NGL」2004年2月9日第1刷発行（2004年2月4日発売[45]）、ISBN 4-08-873562-5
  20. 「弱点」2004年6月9日第1刷発行（2004年6月4日発売[46]）、ISBN 4-08-873607-9
  21. 「再会」2005年2月9日第1刷発行（2005年2月4日発売[47]）、ISBN 4-08-873661-3
  22. 「8-(1)」2005年7月9日第1刷発行（2005年7月4日発売[48]）、ISBN 4-08-873792-X
  23. 「6-(1)」2006年3月8日第1刷発行（2006年3月3日発売[49]）、ISBN 4-08-873882-9
  24. 「1-(4)」2007年10月9日第1刷発行（2007年10月4日発売[50]）、ISBN 978-4-08-874453-7
  25. 「突入」2008年3月9日第1刷発行（2008年3月4日発売[51]）、ISBN 978-4-08-874535-0
  26. 「再会」2008年10月8日第1刷発行（2008年10月3日発売[52]）、ISBN 978-4-08-874610-4
  27. 「名前」2009年12月30日第1刷発行（2009年12月25日発売[53]）、ISBN 978-4-08-870065-6
  28. 「再生」2011年7月9日第1刷発行（2011年7月4日発売[54]）、ISBN 978-4-08-870326-8
  29. 「記憶」2011年8月9日第1刷発行（2011年8月4日発売[55]）、ISBN 978-4-08-870327-5
  30. 「返答」2012年4月9日第1刷発行（2012年4月4日発売[56]）、ISBN 978-4-08-870450-0
  31. 「参戦」2012年12月9日第1刷発行（2012年12月4日発売[57]）、ISBN 978-4-08-870697-9
  32. 「完敗」2012年12月31日第1刷発行（2012年12月28日発売[58]）、ISBN 978-4-08-870698-6
  33. 「厄災」2016年6月8日第1刷発行（2016年6月3日発売[59]）、ISBN 978-4-08-880352-4
  34. 「死闘」2017年7月1日第1刷発行（2017年6月26日発売[60]）、ISBN 978-4-08-881248-9
  35. 「念獣」2018年2月7日第1刷発行（2018年2月2日発売[61]）、ISBN 978-4-08-881455-1
  36. 「均衡」2018年10月9日第1刷発行（2018年10月4日発売[62]）、ISBN 978-4-08-881640-1
  37. 「脱出」2022年11月9日第1刷発行（2022年11月4日発売[63]）、ISBN 978-4-08-883365-1
  38. 「結成」2024年9月9日第1刷発行（2024年9月4日発売[64]）、ISBN 978-4-08-884279-0

### 総集編
- 冨樫義博 『HUNTER×HUNTER Treasure総集編』〈集英社マンガ総集編シリーズ〉、既刊11巻（2014年4月18日現在）
  1. 「ハンター試験」2011年12月9日発売[65]、ISBN 978-4-08-111039-1
  2. 「天空闘技場」2012年1月13日発売[66]、ISBN 978-4-08-111040-7
  3. 「幻影旅団 前編」2012年2月10日発売[67]、ISBN 978-4-08-111041-4
  4. 「幻影旅団 後編」2012年3月9日発売[68]、ISBN 978-4-08-111042-1
  5. 「グリードアイランド 前編」2012年4月13日発売[69]、ISBN 978-4-08-111043-8
  6. 「グリードアイランド 後編」2012年5月11日発売[70]、ISBN 978-4-08-111044-5
  7. 「キメラアント 1（異変）」2013年12月20日発売[71]、ISBN 978-4-08-111067-4
  8. 「キメラアント 2（増殖）」2014年1月24日発売[72]、ISBN 978-4-08-111068-1
  9. 「キメラアント 3（死線）」2014年2月21日発売[73]、ISBN 978-4-08-111071-1
  10. 「キメラアント 4（決着）」2014年3月22日発売[74]、ISBN 978-4-08-111070-4
  11. 「キメラアント 5（遺伝）」2014年4月18日発売[75]、ISBN 978-4-08-111071-1

### ジャンプ・リミックス
- 冨樫義博 『HUNTER×HUNTER』〈ジャンプ・リミックス〉、既刊14巻（2019年6月14日現在）
  1. 「HUNTER【ゆずれない決意】」2016年5月20日発売[76]、ISBN 978-4-08-113551-6
  2. 「LICENCE【狩人の証明】」2016年5月20日発売[77]、ISBN 978-4-08-113552-3
  3. 「TOWER【見えない力】」2016年6月3日発売[78]、ISBN 978-4-08-113559-2
  4. 「AUCTION【盗まれた夜】」2016年6月17日発売[79]、ISBN 978-4-08-113560-8
  5. 「SPIDER【緋の眼の仇】」2016年7月1日発売[80]、ISBN 978-4-08-113568-4
  6. 「GAME【招かれざる遊戯者】」2016年7月15日発売[81]、ISBN 978-4-08-113569-1
  7. 「BOMBER【終焉と祝宴】」2016年7月29日発売[82]、ISBN 978-4-08-113570-7
  8. 「QUEEN【無償の愛】」2016年8月12日発売[83]、ISBN 978-4-08-113577-6
  9. 「KING【名もなき王】」2016年8月26日発売[84]、ISBN 978-4-08-113578-3
  10. 「GIRL【殺せない少女】」2016年9月9日発売[85]、ISBN 978-4-08-113587-5
  11. 「GUARDIAN【無尽の忠誠】」2016年9月23日発売[86]、ISBN 978-4-08-113588-2
  12. 「ANTS【蟻の本懐】」2016年10月7日発売[87]、ISBN 978-4-08-113592-9
  13. 「FAREWELL【世界樹の約束】」2016年10月21日発売[88]、ISBN 978-4-08-113593-6
  14. 「DUEL【蜘蛛と奇術師】」2019年6月14日発売[89]、ISBN 978-4-08-113789-3

### キャラクターガイド
- 『HUNTER×HUNTER キャラクターズブック』2000年12月
- 『HUNTER×HUNTER ハンター協会公式発行 ハンターズ・ガイド』〈ジャンプ・コミックス〉2004年6月9日第1刷発行（2004年6月4日発売[90]）、ISBN 4-08-873701-6

### 小説
- 岸間信明（著） / 冨樫義博（原作） 『HUNTER×HUNTER』 〈ジャンプ ジェイ ブックス〉
  - 1999年12月3日発売[91]、ISBN 4-08-703091-1
  - 2000年10月23日発売[92]、ISBN 4-08-703098-9
  - 2001年8月24日発売[93]、ISBN 4-08-703105-5
- 田中創（著） / 冨樫義博（原作） 『劇場版 HUNTER×HUNTER』 〈ジャンプ ジェイ ブックス〉
  - 「緋色の幻影」2013年1月15日発売[94]、ISBN 978-4-08-703287-1
  - 「The LAST MISSION」2013年12月27日発売[95]、ISBN 978-4-08-703306-9

## タイアップ
バンダイ キャンディ
「にふぉるめーしょん HUNTER×HUNTER シール×ウエハース」
第1弾（2022年7月11日発売)
第2弾（2022年11月7日発売）
第3弾（2023年3月6日発売）
第4弾（2023年8月14日発売）
第5弾（2024年2月26日発売）
第6弾（2024年6月10日発売）
「イタジャガ HUNTER×HUNTER」
第1弾（2023年7月24日発売）
第2弾（2024年1月29日発売）
第3弾（2025年2月発売）
「HUNTER×HUNTER ADVERGE MOTION」
第1弾（2023年10月9日発売）
第2弾（2024年3月4日発売）
アニメイトカフェ
『奇術師ヒソカのヒソカフェ』
第1弾（2023年4-6月、東京、大阪 / 同年5-7月、名古屋）
第2弾（2024年4-5月、東京、大阪 /同年5月、宮城、新潟・同年6月、広島、福岡、愛知、静岡）

## 担当編集者
公表されている一部担当編集者のみ。
- 矢作康介 - 連載開始からハンター試験編終了まで[98][99]。
- 土生田高裕[100]
- 大西恒平[101]
- 吉田幸司[102]
- 齊藤優 - テレビアニメ2作目と『劇場版 HUNTER×HUNTER』2作にも「企画協力」として参加。1作目の『劇場版HUNTER×HUNTER 緋色の幻影』では、シナリオのチェックに関わったことを明かしている[103][104]。
- 小野寺宏次 - 2011年のアニメスタッフ第124話 - 第148話企画協力。2014年当時の担当[105]。
- 金成圭 - 2016年当時の担当[106][99]。同年の連載中断後、『グランドジャンプ』に異動[107]。
- 門司健吾[108]